# Вилоби Хилс (Охајо)
Вилоби Хилс (енгл. Willoughby Hills) град је у америчкој савезној држави Охајо.

## Демографија
По попису из 2010. године број становника је 9.485, што је 890 (10,4%) становника више него 2000. године.
| Група             | 2000.         | 2010.         |
| Белци             | 7.588 (88,3%) | 7.282 (76,8%) |
| Афроамериканци    | 556 (6,5%)    | 1.526 (16,1%) |
| Азијати           | 305 (3,5%)    | 409 (4,3%)    |
| Хиспаноамериканци | 60 (0,7%)     | 121 (1,3%)    |
| Укупно            | 8.595         | 9.485         |